# Inglês filipino
O inglês filipino (semelhante e relacionado ao inglês americano ) é qualquer variedade de inglês nativo das Filipinas, incluindo aqueles usados pela mídia e pela grande maioria dos filipinos educados e alunos de inglês nas Filipinas de países asiáticos adjacentes. O inglês é ensinado nas escolas como uma das duas línguas oficiais do país, sendo a outra o filipino . Devido ao influxo de professores de inglês filipinos no exterior, o inglês filipino também está se tornando a variedade predominante de inglês aprendido no Extremo Oriente, ensinado por professores filipinos em vários países asiáticos, como Coréia do Sul, Japão e Tailândia, entre outros.
Devido à natureza altamente multilíngue das Filipinas, a alternância de códigos como taglish (inglês com infusão de tagalo ) e bislish (inglês com infusão de qualquer uma das línguas bisayanas ) prevalece em todos os domínios, desde ambientes casuais até situações formais.